# Arnold-Gymnasium Neustadt
Das Arnold-Gymnasium ist ein naturwissenschaftlich-technologisches sowie sozial- und wirtschaftswissenschaftliches Gymnasium in Neustadt bei Coburg.
Als Fremdsprachen werden ab der fünften Jahrgangsstufe Englisch, ab der sechsten Jahrgangsstufe wahlweise Französisch oder Latein und optional ab der zehnten Jahrgangsstufe Spanisch unterrichtet.

## Geschichte
Max Oscar Arnold gründet 1909 die „Städtische Mittelschule“ im Gebäude der heutigen Glockenbergschule. Die Umwandlung in eine „Realschule bayerischer Schulordnung“ folgt 1923 und die Verstaatlichung sowie der Ausbau zur Oberrealschule 1957.
Das heutige Schulgebäude in der Pestalozzistraße wird 1960 bezogen. Zu Ehren ihres Gründers wird die Schule 1965 in „Arnold-Gymnasium“ umbenannt.
In den Jahren 1980 bis 1982 wird ein Erweiterungsbau errichtet. Aufgrund steigender Schülerzahlen wird die Schule in den Schuljahren 1998/1999 und 2003/2004 erneut um jeweils einen Anbau erweitert, wobei mit der letzten Erweiterung gleichzeitig eine Sanierung durchgeführt wird. Im Bild sieht man den modernen Neubau „alpha“. Außerdem gibt es den Altbau „beta“ und den Anbau „gamma“.
Im Juli 1998 war die Schule der Ausrichter für die 42. Theatertage der bayerischen Gymnasien.
Der Großteil der Schüler des Arnold-Gymnasiums kommt heute aus Neustadt bei Coburg, Rödental, Sonnefeld und Weidhausen bei Coburg.

## Internationale Kontakte und Exkursionen
Schüler des Arnold-Gymnasiums nehmen an Austauschprogrammen mit Frankreich, Polen und Amerika teil. Üblicherweise finden auch jedes Jahr größere Exkursionen, wie beispielsweise die traditionelle Expeditionstour in die Sahara, statt.
Des Weiteren gab es bereits mehrfach Exkursionen in die Ukraine, auf die französische Insel La Réunion usw. Die Teilnehmenden äußerten sich diesbezüglich durchgehend positiv.

## Besonderheiten des Schullebens
Charakteristisch für die Schule sind zahlreiche Aktivitäten, die über den gewöhnlichen Stundenplan hinausgehen. Dazu zählen die Schülerzeitung Olymp, die schon mehrfach im bundesweiten Wettbewerb Schülerzeitungen des Jahres des Nachrichtenmagazins Der Spiegel ausgezeichnet wurde. Im Schuljahr 2006/2007 erhielt sie auch bei Blattmacher, einem Wettbewerb unter den bayerischen Schülerzeitungen, eine Auszeichnung. Nennenswert ist außerdem der lokale Fernsehsender nectv, an dessen Produktion Schüler und Lehrer mitarbeiten. Beim Wettbewerb TurnOn – Radio in der Schule wurde 2004 ein Radiobeitrag der Schule mit dem zweiten Preis ausgezeichnet. Erfolge bei den Wettbewerben Schüler experimentieren, Jugend forscht sowie dem Landeswettbewerb Mathematik Bayern haben am Arnold-Gymnasium Tradition.
Seit dem Schuljahr 2014/2015 befindet sich auf dem Schulgelände eine Mensa, die gemeinsam mit der staatlichen Realschule genutzt wird und in der die Nachmittagsbetreuung der beiden Schulen ihren Platz findet. Diese wird seit dem Schuljahr 2020/2021 vom ASB-Kreisverband Coburg Land betrieben. Außerdem engagieren sich Schüler bei den Schulsanitätern, im Tutorenteam für die fünften Klassen sowie in der kostenfreien Nachmittagsbetreuung.
Das Arnold-Gymnasium ist Mitglied im Projekt MODUS21.

## Absolventen
- Stefan Engel (* 1954), Politiker (MLPD) und Publizist
- Michael Gehler (* 1962), österreichischer Historiker
- Maximilian Grünewald (* 1989), Schauspieler
- Jürgen W. Heike (1949–2022), Mitglied des Bayerischen Landtags, bayerischer Staatssekretär a. D.